# Роструп, Эмиль
Фредерик Эмиль Георг Роструп (дат. Frederik Emil Georg Rostrup; 1831—1907) — датский ботаник, миколог и фитопатолог.

## Биография
Эмиль Роструп родился 28 января 1831 года в деревне Стоккемарке на острове Лолланн в семье Георга Йеспера Рострупа и Йоханны Фредерикки Августы Люман. Работал писцом в учреждении отца, затем учился в Политехническом институте в Копенгагене. Окончив Политехнический институт в 1857 году, с 1858 года Роструп преподавал математику и естественные науки в Скорупской семинарии на острове Фюн.
С 1882 года Роструп — член Датской королевской академии наук. В 1883 году он стал доцентом Королевского ветеринарного и сельскохозяйственного колледжа в Копенгагене, в 1889 году — лектором. В 1893 году Копенгагенский университет присвоил Эмилю Рострупу почётную степень доктора философии. С 1903 года Роструп был профессором Королевского колледжа.
16 января 1907 года Эмиль Роструп скончался.
Наиболее известная работа Рострупа, Vejledning i den danske Flora, впервые изданная в 1860 году, переиздавалась восемь раз ещё при жизни автора. Издания с 10 по 14 были отредактированы сыном Эмиля Ове Рострупом. 15—19 издания был подготовлены Карлом Адольфом Йёргенсеном. 20-е издание вышло в 1973 году под редакцией Альфреда Хансена.

## Некоторые научные публикации
- Rostrup, E. Vejledning i den danske Flora. — Kjøbenhavn, 1860. — 248 p.
- Rostrup, E. Afbildning og Beskrivelse de vigtigste Fodergrasser. — Kjøbenhavn, 1865. — 61 p.
- Rostrup, E.; Branth, J.S.D. Lichenes Daniae. — Kjøbenhavn, 1869. — 158 p.
- Rostrup, E. Blomsterløse Planter. — Kjøbenhavn, 1869. — 156 p.
- Rostrup, E. Hussvampen. — Kjøbenhavn, 1898. — 75 p.
- Rostrup, E. Plantepatologi. — København, 1902. — 640 p.
- Blytt, A. Norges Hymenomyceter / E. Rostrup. — Christiania, 1905. — 164 p.

## Роды грибов, названные в честь Э. Рострупа
- Rostrupia Lagerh., 1889 [= Puccinia Pers., 1801]